# Grlinci
Grlinci so naselje v Občini Juršinci.